# Ellie Carpenter
Ellie Madison Carpenter (* 28. April 2000 in Cowra, New South Wales) ist eine australische Fußballspielerin, die vorwiegend als Abwehrspielerin eingesetzt wird. Seit 2020 spielt sie für Olympique Lyon in der Division 1 Féminine.
Bei ihrem ersten Länderspieleinsatz für die australische Fußballnationalmannschaft der Frauen am 2. März 2016 war sie die erste in den Zweitausenderjahren geborene Spielerin im Nationalteam.

## Karriere

### Karrierebeginn
Ellie Carpenter wurde am 28. April 2000 in der Kleinstadt Cowra im australischen Bundesstaat New South Wales geboren, wo sie auf einer Farm aufwuchs. Dort begann auch ihre Karriere als Fußballspielerin, als sie auf der elterlichen Farm zusammen mit ihrem älteren Bruder Jeremy, der heute in Portugal als Fußballspieler aktiv ist, spielte. Nachdem sie die einzige aus einer ländlichen Gegend stammende Spielerin war, die in das U-13-Programm des Fußballverbandes von New South Wales aufgenommen wurde, kam sie im Jahre 2011 nach Sydney, wo sie sich mit ihrer Familie im Vorort Pemulwuy niederließ, um ihre Fußballkarriere besser zu fördern. Aus dem Programm heraus wurde sie in die U-13-Staatsmannschaft von NSW gewählt, mit der sie wiederum im April 2012 an einem von der Football Federation Australia organisierten nationalen Turnier gegen die Alterskolleginnen der anderen Bundesstaaten teilnahm. Am Ende gewann sie mit ihrer Mannschaft das Turnier und wurde selbst in allen Partien von Beginn an eingesetzt. Parallel zu ihrer Fußballkarriere besuchte sie zu diesem Zeitpunkt die King Park Public School im Vorort Wakeley, an der sie nicht nur dem Fußballteam angehörte, sondern auch Aerobic und Leichtathletik ausübte. In dieser Zeit gehörte sie auch der Mädchenmannschaft der Schule an, die die Meisterschaft von Sydney South West gewann. Hierbei wurde sie auch ausgewählt um Sydney South West beim State Carneval zu repräsentieren, der von der Primary Schools Sports Association (kurz PSSA) organisiert wird.
Bei den Staatsmeisterschaften wurde sie auch in die NSW-Schulmädchenmannschaft gewählt, die ihren Bundesstaat bei den School Sport Australia National Championships in Darwin vertreten sollte. Ellie Carpenter führte ihre Mannschaft dabei als Kapitänin nach vier Siegen, zwei Unentschieden und einer Niederlage zum dritten Platz im Endklassement. Bereits ab dieser Zeit wurde sie von Taryn Rockall, einem ehemaligen Profi und australischen Internationalen, trainiert, gehörte nebenbei jedoch auch bereits der Fußballabteilung der Westfields Sports High School mit Sitz in Fairfield West an. Weiters trat sie in dieser Zeit für den semi-professionellen Klub Blacktown Spartans FC mit Spielbetrieb in der New South Wales Premier League an und repräsentierte einst West NSW in der U-10-P22-Mannschaft bzw. spielte für die Western Panthers, die heute unter dem Namen Western NSW Mariners FC bekannt sind und von den Central Coast Mariners unterstützt werden. Mit der Aerobicmannschaft ihrer Schule nahm sie ebenfalls an den Staatsmeisterschaften teil und gewann dabei die Goldmedaille, woraufhin sie mit der Mannschaft auch die Silbermedaille bei den anschließenden nationalen Meisterschaften im August 2012 gewann. Als Leichtathletin übertraf sie an der King Park Public School zwei seit 2001 bestehende Schulrekorde im 100- und 200-Meter-Lauf und gewann auch einen 100-Meter-Lauf um den Einzug in die Sydney-South-West-State-Auswahl.

### Einberufungen in U-17- und U-20-Nationalmannschaft
Nach diversen weiteren Erfolgen wurde die damals 14-Jährige 2014 erstmals in die australische U-17-Nationalmannschaft berufen und nahm mit der Mannschaft unter anderem ab September 2014 an der Qualifikation zur U-16-Fußball-Asienmeisterschaft der Frauen 2015 teil. Dort scheiterte sie mit den U-17-Damen nach Kantersiegen über die Alterskolleginnen aus Vietnam und Hongkong erst im letzten Gruppenspiel mit 0:1 gegen die U-17-Mannschaft aus Südkorea und konnte somit als Zweitplatzierte der Gruppe C nicht an der Endrunde in der Volksrepublik China teilnehmen. In Weiterer Folge nahm sie mit der U-20-Auswahl noch im selben Jahr unter Ante Juric und seiner Assistentin Vicki Linton an der Qualifikation zur U-19-Fußball-Asienmeisterschaft der Frauen 2015 teil. Dort qualifizierten sich die australischen U-20-Damen nach Kantersiegen über Hongkong (6:0), Singapur (19:0) und Vietnam (3:0) problemlos für die im August 2015 in China stattfindende Endrunde. Für die Anfang Mai 2015 stattfindenden Fußball-Südostasienmeisterschaft der Frauen nominierte sie Juric in die 22-köpfige Auswahl, die in weiterer Folge am Turnier, an dem bis auf Australien ausschließlich A-Nationalmannschaften teilnahmen, bis ins Halbfinale vorrückten und auf dem Weg sogar die teils übermächtig wirkenden Thailänderinnen mit 3:0 im ersten Gruppenspiel bezwang. Nachdem die Damen im Halbfinalspiel gegen Myanmar eine 0:1-Niederlage ereilte, konnten sie sich im darauffolgenden Spiel zum Platz 3 knapp mit 4:3 gegen die Konkurrentinnen aus Vietnam durchsetzen.
Im August 2015 nahm die zu dieser Zeit am Football New South Wales National Training Centre (kurz FNSW NTC) trainierende Carpenter unter Ante Juric an der U-19-Fußball-Asienmeisterschaft der Frauen 2015 in China teil. Nach Niederlagen in den ersten beiden Gruppenspielen gegen die japanische und die chinesische U-20-Nationalmannschaft half den Australierinnen auch der 2:0-Erfolg über Usbekistan nicht mehr um weiter im Turnier voranzukommen. Im Anschluss auf dieses frühzeitige Turnieraus wurde Ellie Carpenter, die sich im Laufe ihrer bisherigen Karriere bereits mehrfach bewiesen hatte, im September 2015 vom australischen W-League-Verein Western Sydney Wanderers unter Vertrag genommen. Zum Wechsel kam es, nachdem sie den Trainer der Wanderers-Damen, Norm Boardman, durch ihre Leistung in der Qualifikationsphase zur U-19-Asienmeisterschaft überzeugt hatte und ohne zuvor absolviertes Probetraining aufgenommen wurde. Bereits beim ersten Ligaspiel der Saison 2015/16 kam sie bei einem 2:2-Auswärtsremis gegen die Damen von Adelaide United über die vollen 90 Minuten zum Einsatz. Danach wurde sie unter Boardman in allen weiteren Ligaspielen bis zum Saisonende eingesetzt und belegte mit ihrer Mannschaft im Endklassement den siebenten von neun Plätzen. Nachdem sie in allen Partien über die volle Spieldauer am Rasen war, folgten zum Saisonende diverse Ehrungen. So wurde sie von Plattform The Football Sack in die „Mannschaft des Jahres“ gewählt und von The Women’s Game zur „besten Newcomerin des Jahres“ gekürt.

### Als Stammspielerin in der Liga zum Debüt für Australien
Ihre Leistungen in der Liga wurden damit belohnt, dass die Zehntklässlerin der Westfields Sports High School im November 2015 erstmals von Alen Stajcic zu einem Trainingscamp in die australische A-Nationalmannschaft der Frauen geholt wurde. Stajcic berücksichtigte sie daraufhin auch im Februar 2016, als er sie zur letzten Qualifikationsrunde zum Fußballturnier der Olympischen Sommerspiele 2016 nach Japan mitnahm, nachdem er den verletzungsbedingten Ausfall von Routinier Aivi Luik kompensieren musste. Nachdem sie im ersten Spiel gegen Japan noch uneingesetzt auf der Ersatzbank saß, kam die 15-Jährige beim nachfolgenden Spiel am 2. März 2016, bei einem 9:0-Erfolg über Vietnam, über die vollen 90 Minuten zum Einsatz und erhielt im gleichen Spiel, wie auch bereits bei ihrem Erstligadebüt, eine gelbe Karte. Mit diesem Einsatz war sie die erste nach der Jahrtausendwende geborene Spielerin im australischen Nationalteam. Gleichzeitig war sie die 197. einberufene, sowie die bei ihrem Debüt neuntjüngste Spielerin der australischen Frauennationalmannschaft. Danach saß sie in den Länderspielen gegen Südkorea und Nordkorea abermals uneingesetzt auf der Ersatzbank und kam im letzten Spiel bei einem 1:1-Remis gegen China über eine Halbzeit zum Einsatz. Für die Australierinnen brachte dieser Sieg in der Gruppenphase die erstmalige Olympiateilnahme seit den Olympischen Sommerspielen 2004. Sie wurde auch für das Turnier in Rio nominiert und war dort die jüngste Teilnehmerin des Fußballturniers. Sie hatte aber nur einen 15-minütigen Einsatz beim 6:1-Sieg im Gruppenspiel gegen Simbabwe.
Beim Algarve-Cup 2017 erzielte sie am 6. März mit ihrem ersten Länderspieltor den Siegtreffer zum 2:1-Sieg gegen China. Bei der Fußball-Asienmeisterschaft der Frauen 2018 wurde sie nur im ersten Gruppenspiel gegen Südkorea nicht eingesetzt. In den folgenden Spielen stand sie immer die volle Zeit auf dem Platz. Mit dem Erreichen des Halbfinales qualifizierten sich die Australierinnen für die WM 2019, für die sie am 14. Mai 2019 nominiert wurde. Sie wurde im ersten Spiel gegen Italien eingesetzt, das mit 1:2 verloren wurde. Nach Siegen gegen Brasilien und Jamaika, bei denen sie auch eingesetzt wurde, erreichten die Australierinnen als Gruppenzweite das Achtelfinale. Hier trafen sie auf Ex-Weltmeister Norwegen. Da es nach 120 Minuten 1:1 stand, kam es zum Elfmeterschießen, in dem die australische Torhüterin keinen Elfmeter halten konnte. Da aber zwei ihrer Mitspielerinnen nicht erfolgreich waren, schieden die Matildas aus. Carpenter war in der 2. Minute der Nachspielzeit der Verlängerung ausgewechselt worden.
In der erfolgreich absolvierten Qualifikation für die Olympischen Spiele 2020 kam sie in vier von fünf Spielen zum Einsatz.
Am 1. Juli 2021 wurde sie für die wegen der COVID-19-Pandemie um ein Jahr verschobenen Olympischen Spiele nominiert. Bei den Spielen spielte sie in den drei Gruppenspielen, dem Viertel- und Halbfinale jeweils über die volle Distanz. Im mit 0:1 gegen Schweden verlorenen Halbfinale erhielt sie aber in der sechsten Minute der Nachspielzeit die Rote Karte und konnte daher im Spiel um Platz 3 nicht eingesetzt werden. Die Australierinnen verloren auch dieses Spiel gegen die USA, der vierte Platz ist aber die bisher beste Platzierung der Mannschaft bei einem interkontinentalen Turnier.
Im Januar 2022 wurde sie für die Asienmeisterschaft in Indien nominiert. Sie kam in den ersten beiden Gruppenspielen und im Viertelfinale zum Einsatz, in dem sie mit ihrer Mannschaft gegen Südkorea ausschied. Beim 18:0-Sieg im ersten Spiel gegen Indonesien erzielte sie zwei Tore.
Am 3. Juli 2023 wurde sie für die WM-Endrunde in ihrer Heimat nominiert, kam in jedem der sieben Spiele ihres Teams zum Einsatz und wurde mit ihrer Mannschaft nach einer 0:2-Niederlage gegen die Schwedinnen im Spiel um Platz 3 Vierte.

## Erfolge
- 2017: Gewinn des Tournament of Nations
- 2019: Gewinn des Cup of Nations
- 2019/20: Australische Meisterin (mit Melbourne City)
- 2019/20: Französische Pokalsiegerin (mit Lyon)
- 2019/20: Champions-League-Siegerin (mit Lyon, ohne Einsatz)
- 2021/22: Champions-League-Siegerin (mit Lyon)
- 2021/22: Französische Meisterin (mit Lyon)
- 2022/23: Französische Meisterin, Pokalsiegerin und Gewinn der Trophée des Championnes Féminin (mit Lyon)